# Trichorhina bicolor
Trichorhina bicolor là một loài chân đều trong họ Platyarthridae. Loài này được Araujo & Buckup miêu tả khoa học năm 1996.